# Милькина, София Абрамовна
София Абрамовна Ми́лькина (1922—1997) — советский, затем российский кинорежиссёр, сценарист.

## Биография
Родилась 17 апреля 1922 года в Воронеже. В 1936—1939 годах училась в Музыкальном училище имени Гнесиных по классу скрипки. Училась и работала в Московской театральной студии под руководством А. Н. Арбузова, В. Н. Плучека. В 1952 году окончила режиссёрский факультет ВГИКа (мастерская М. И. Ромма).
Работала режиссёром на «Центрнаучфильме», «Ленфильме», Свердловской киностудии. С 1954 года — режиссёр киностудии «Мосфильм». С 1955 года работала совместно с мужем — режиссёром Михаилом Швейцером.
Умерла 13 октября 1997 года. Похоронена в Москве на Востряковском кладбище.

## Фильмография

### Режиссёр
- 1963 — Большой фитиль (киноальманах, новелла «Дачурка»)
- 1965 — Время, вперёд!
- 1970 — Карусель
- 1979 — Маленькие трагедии (в титрах Софья Милькина)
- 1987 — Крейцерова соната
- 1991 — Как живёте, караси?
- 1993 — Послушай, Феллини!

### Сценарист
- 1991 — Как живёте, караси?
- 1993 — Послушай, Феллини!

### Автор песни
- Кошки под дождём — автор и исполнитель песни[2]

## Награды и премии
- Государственная премия РСФСР имени братьев Васильевых (1989) — за постановку фильма «Крейцерова соната» (1989)